# Ospedale dell'Angelo
L'ospedale dell'Angelo è un istituto ospedaliero pubblico di Venezia.
Si trova in una vasta area commerciale nella zona occidentale della terraferma, in località Zelarino, e dal 2008 ha sostituito il precedente istituto, l'Umberto I.

## Storia
L'ospedale dell'Angelo è preceduto da una storia decisamente più lunga del suo tempo di realizzazione. La necessità di una nuova grande struttura ospedaliera, spostata fuori dal centro della terraferma veneziana inizia ad essere sentita già negli anni sessanta, tuttavia si opta per la ristrutturazione e l'ammodernamento delle strutture già presenti ritenute ancora idonee. Nel 1979 però la realizzazione di un nuovo ospedale viene definita priorità regionale dall'assessore alla sanità e viene quindi costituita una commissione per studiarne i termini di realizzazione: 8 mesi di progettazione e 36 di realizzazione. Tuttavia il primo progetto utile viene presentato solo tre anni dopo da quattro architetti tra cui Carlo Aymonino. Per quella data erano già stata assegnata l'area destinata al cantiere ed erano disponibili 60 dei 115 miliardi di lire necessari per la realizzazione. Tutto però si blocca per un movimento ambientalista.
Il 22 novembre 2002 viene costituita la società Veneta Sanitaria Finanza di Progetto formata dall'ATI che ha vinto il bando di gara per la realizzazione dell'attuale ospedale. La società gestirà inoltre per 24 anni l'ospedale per quanto riguarda la manutenzione, i negozi, la ristorazione e altri servizi. I lavori in finanza di progetto, a cura di Astaldi, Mantovani, Mattioli, Gemmo, Cofathec e Studio Altieri, dal costo preventivato di circa 220 milioni di euro (dei quali 140 milioni a carico dell'ATI) sono iniziati il 20 febbraio 2004 e sono terminati 4 anni dopo, con i primi reparti aperti il 5 maggio 2008. L'ultimo reparto aperto è stato il pronto soccorso il 13 giugno 2008.

## Il nome
Il nome dell'ospedale è stato proposto dall'allora Direttore dell'ULSS 12 Antonio Padoan prendendo spunto da una statua donata dall'architetto veneziano Bruno Scarpa. Come ha spiegato lui stesso, non ha tanto un significato religioso, ma rimanda alla valenza simbolica degli angeli, visti come i protettori per antonomasia da più confessioni.

## Il complesso sanitario

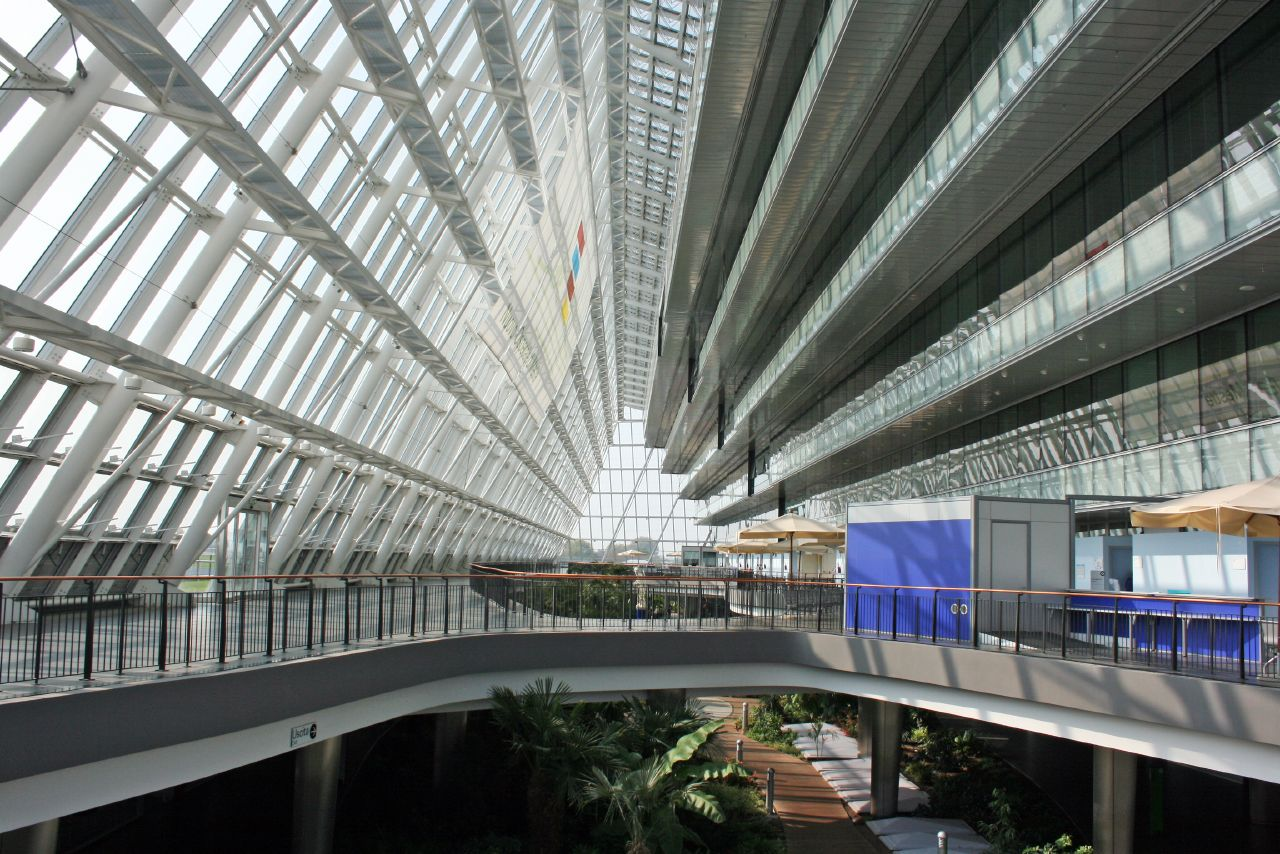
L'interno dell'ospedale

L'intero complesso sanitario è suddiviso in diversi corpi circondati da una vasta area di verde 117.600 m² (su un totale di 260.000 m²). Nel parco sono presenti due laghetti che fungono anche da riserva idrica in caso di necessità. All'interno dell'area sono quindi presenti il corpo principale (che costituisce la struttura ospedaliera) i parcheggi, l'obitorio, il corpo economale e la banca dell'occhio. Alle spalle dell'area dedicata all'ospedale sorgerà un centro protonico per la cura avanzata dei tumori.

### Capienza e dati connessi
- Bacino provinciale: 	800.000 abitanti
- Bacino comunale: 	300.000 abitanti
- Camere (doppie): 	350
- Culle: 	20
- Day hospital e Day Surgery: 	72
- Dializzati: 	35
- Parcheggi personale: 	535
- Parcheggi visitatori: 	557
- Posti di degenza ospedaliera: 	680
- Sale Operatorie: 	16
- Terapia Intensiva: 	24

### Il corpo principale
Il progetto è degli architetti Alberto Altieri ed Emilio Ambasz ed è caratterizzato da un lato dalla presenza di una grande vetrata, che ha anche il compito di attutire il rumore esterno all'interno delle stanze dei reparti, e dall'altro da terrazze pensili.
La struttura dell'ospedale è composta da due blocchi uniti armonicamente dalla vetrata. Il primo è la cosiddetta "piastra" di 3 piani (di cui due fuori terra) mentre l'altro blocco è l'edificio stesso dove sono situati i reparti. Nei tre piani della piastra invece trovano collocazione le sale operatorie, gli spogliatoi per il personale, i parcheggi, gli ambulatori e tutti i servizi di diagnostica, come ad esempio la Radiologia. L'intera struttura, che copre una superficie è di 151.802 metri quadrati, è alta 31 metri e ha una volumetria di 618.610 metri cubi.
La vetrata difende dalle intemperie la hall che accoglie i visitatori e nella quale sono presenti inoltre alcuni negozi. Nella hall si trova inoltre un giardino ricco di numerose specie di piante (ad esempio ficus, palme ed edere), l'area è stata concepita per creare un microclima ottimale per le piante presenti.

### Banca degli occhi
Accanto all'ospedale vero e proprio si trova un padiglione che ospita, tra l'altro, un laboratorio per la ricerca sulle cellule staminali epiteliali connesso ad una "Banca degli occhi". Il padiglione, inaugurato il 18 giugno 2009, ha una superficie di 5 000 metri quadrati con un volume totale di 22 000 m³ e la pianta ricorda un occhio stilizzato. La struttura è intitolata all'oculista italiano Giovanni Rama, pioniere italiano nei trapianti di cornea. La Banca degli Occhi del Veneto, che era già presente precedentemente a Venezia in via Felisati, è la prima in Europa per numero di cornee raccolte e distribuite. Il laboratorio di ricerca invece, in base alle previsioni, aumenterà la distribuzione delle cellule staminali corneali (unico centro al mondo che compie questa distribuzione) per pazienti affetti da patologie fino a poco tempo fa definite incurabili. All'interno della struttura è presente anche un auditorium da 400 posti.

### Realizzazione
I tempi di realizzazione, incluse tutte le due fasi di progettazione (definitiva ed esecutiva), sono durati quattro anni e mezzo, come da stima.
Il cantiere è stato aperto il 20 febbraio del 2004, a fine 2007 l'ospedale è stato consegnato e reso operativo dal 1º gennaio 2008. I primi reparti sono stati aperti nel maggio del 2008 e nel mese di giugno dello stesso anno erano tutti operativi. Il costo totale è stato di 220 milioni di euro. (tuttavia il valore contrattuale finale è stato di 238 milioni di euro). La ditta che si è aggiudicata l'appalto ha pure la responsabilità della gestione e della manutenzione dei locali per 19 anni e mezzo. Per l'impianto protonico, il bando richiedeva espressamente una tecnologia: "Pencil beam scanning".

#### Dati del cantiere
- 500.000 m³ movimenti di materia;
- 100.000 m³ di calcestruzzo;
- 15.000.000 kg di acciaio;
- 16.000 m² di superfici vetrate;
- 1.000.000 di metri di cavi elettrici;
- 250 operai al lavoro al giorno nei periodi di maggior lavoro.

## Infrastrutture correlate
Il complesso è servito dalle linee automobilistiche urbane ACTV 31H, 32H, 33H, 34H, 48H, 45H, 47H, 48H, 80, 9H, 24H e 3 che permettono il collegamento con le varie zone dell'area urbana di Venezia.
L'ospedale dell'Angelo è servito anche da una stazione dei treni attiva dal 5 ottobre 2008 (Venezia Mestre Ospedale) che agevola i collegamenti con il centro storico di Venezia e con la città di Treviso, in quanto la stazione ferroviaria è posta lunga la linea Venezia-Treviso-Udine.

## Riconoscimenti
- Finlombarda, (la finanziaria della Regione Lombardia), ha assegnato al progetto il premio per il miglior investimento in Italia in finanza di progetto sanitaria.
- Alcune società di valutazione hanno giudicato il tempo impiegato dalla Regione Veneto e dall'ULSS 12, pari a 18 mesi, per dare il via libera al progetto come il migliore d'Europa.
- Project Financing International Magazine ha giudicato il progetto come il migliore progetto di partenariato pubblico-privato dell'anno 2005.
- Euromoney Magazine lo ha giudicato come miglior contratto di finanza di progetto del 2005 nel settore sanitario.
- Una società di Ginevra, una banca di investimenti del Qatar, il principe del Kuwait e altre delegazioni straniere[10], il ministero della sanità finlandese e ungherese hanno visitato l'ospedale dell'Angelo sia per gli aspetti della finanza di progetto sia per studiare il know-how[11][12].
- Vi è stato un accordo tra ASL 1 Liguria Imperiese e la direzione dell'Ospedale per uno scambio di conoscenze in merito alla progettazione del futuro ospedale unico, previsto in provincia di Imperia. In cambio l'ASL 1 Imperiese darà le proprie conoscenze in materia di risparmio/efficienza farmaceutica, di cui detiene primati nazionali[13]